# آبگیر جریان

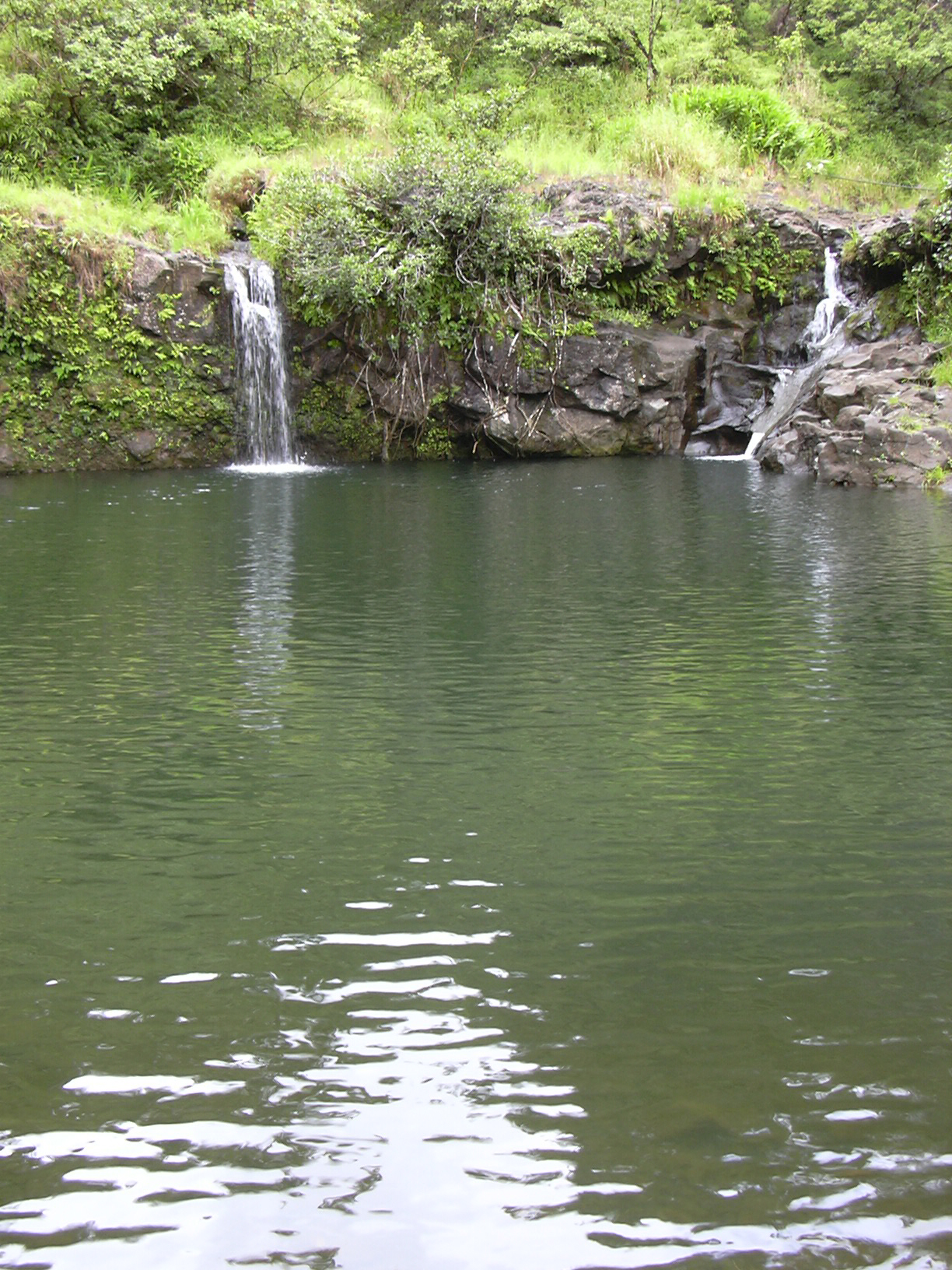
یک آبگیر جریان در مائوئی.

آبگیر جویباری یا آبگیر جریانی (انگلیسی: Stream pool) در آب‌شناسی به بخشی از رود یا روانه گفته می‌شود که در آن ژرفای آب بالاتر از مقدار میانگین و سرعت جریان کمتر از میانگین رود یا روانه است.

## شکل‌گیری
آبگیر جریان ممکن است توسط تجمع و نهشته‌شدن رسوبات و در برخی موارد بر اثر فرسایش سنگ بستر به وجود آید. بانگ چاله یا چاله‌های شیب‌محور در حوضه‌ها آبگیرهای جریانی هستند که بر اثر عملکرد آبشارها شکل گرفته‌اند.
آبگیرهای جریان اغلب زیستگاه ویژه‌ای را برای جاندارانی قادر به زندگی یا تغذیه در دیگر بخش‌های رود نیستند، به وجود می‌آورد و از این نظر برای آبزیان جوان دارای اهمیت بسیار است.